# Fernando Torres
Fernando José Torres Sanz, španski nogometaš, * 20. marec 1984, Fuenlabrada, Španija.

## Začetki
Torres je začel nogomet igrati že pri petih letih in sicer pri Španskem klubu Parque 84. Pri nogometu ga je spodbujala cela družina, še posebej mama, ki ga je vozila na treninge s kolesom. 
Pri svojih rosnih letih je Torres igral kot rezervni igralec na klopi, saj je posnemal svojega brata. Pri sedmih letih pa je začel igrati kot napadalec. 
Ko je dopolnil enajst let je pri klubu Rayo 13 prvič stopil na veliko igrišče. V eni izmed sezon je zabil 55 golov in skupaj s tremi soigralci odšel v mladinsko nogometno šolo kluba Atlético Madrid. K njemu je dokončno prestopil leta 1995.

## Atlético Madrid
Torres je profesionalni nogomet začel igrati pri španskem nogometnem klubu Atlético Madrid. Svoj prvi večji uspeh je dosegel, ko je skupaj z ekipo odpotoval na tekmovanje Nike Cup, kjer je Atletico zmagal. V istem letu je bil tudi proglašen za najboljšega nogometaša Evrope v kategoriji do 15 let. 
Prvo profesionalno pogodbo je podpisal leta 1999. Prvo tekmo za člansko ekipo Atlético Madrida je odigral 27. maja 2001. 
Prvi zadetek za njegov klub pa je dosegel 3. junija 2001, na tekmi z ekipo CD Leganés. 
S 17. leti  je bil do sedaj najmlajši član tega moštva. Pri 19. letih pa je postal najmlajši kapetan Atlética. 
Na 174 tekmah je dosegel 75 golov in s tem si je prislužil vzdevek »El Niño«, kar v slovenščini pomeni otrok. Kljub tem uspehom pa je igral tudi 2 sezoni v 2. španski ligi imenovani Segunda División. Tam je na 40-ih tekmah zabil 7 
golov.

## Liverpool
Torres je v Liverpool prestopil 4. julija 2007 za okoli 26 milijonov funtov. Za novi klub je prvič nastopil 11. avgusta na tekmi proti Aston Villi. 
Svoj prvi zadetek v angleški Premier League je dosegel na svoji prvi tekmi na domačem stadionu Anfield, 19. avgusta, na tekmi proti Chelsea, ki se je končala z rezultatom 1:1. Svoj prvi hat-trick je dosegel septembra 2007. V Ligi prvakov je prvikrat zadel na tekmi s Portom, ki se je končala z zmago Liverpoola s 4-1. Na tej tekmi je zadel dvakrat. 
V celi sezoni 2007-2008 je skupno v vseh tekmovanjih zadel 29 golov. Leta 2008 je bil nominiran za najboljšega igralca sveta, ampak je naslov pozneje pripadel Portugalcu Ronaldu. 
V sezoni 2008-2009 je bil veliko poškodovan kljub temu pa je v tej sezoni zabil več kot 25 golov. Svoj petdeseti gol je zadel 24. maja 2009 proti ekipi Tottenham Hotspur. 
V sezoni 2009-2010 je podpisal novo pogodbo in sicer 14. avgusta 2009, ki mu je prinesla 110.000 funtov na teden. 
V mesecu septembru je dobil naziv najboljšega strelca Premier League. A se je že naslednji mesec poškodoval in tako izpustil skoraj vse tekme rednega dela Lige prvakov. V istem obdobju je bil poškodovan tudi poleg Torresa najpomembnejši član in kapetan Liverpoola, Steven Gerrard, kar se je seveda poznalo v igri moštva. Liverpool je tako zasedel 3. mesto v skupini in izpadel iz Lige prvakov. 
Torres je precej hitro okreval po poškodbi, a to mu ni pomagalo, saj je igral le na nekaj tekmah, potem ga je že ustavila nova poškodba. Tako ni mogel pomagati ekipi v Evropski Ligi, kjer je Liverpool nastopal od izpada iz Lige prvakov. Prišli so do polfinala, kjer jih je izločil Torresov nekdanji klub, Atletico Madrid.
Liverpool je v Premier League zasedel končno 7. mesto, kar je za nekdanjega velikana pomenilo skoraj katastrofo. Zamenjali so dozdajšnjega trenerja Beniteza, glasne pa so bile tudi govorice, da utegne Torres zamenjati klub. A s prestopom k Chelseaju ni bilo nič, saj so lastniki Liverpoola zahtevali previsoko odškodnino. Po njegovih bledih predstavah na svetovnem prvenstvu, pa je Torres dokončno sporočil, da ostaja zvest Liverpoolu. 
V začetku sezone 2010/2011, je v 1. krogu Premier League na tekmi z Arsenalom, ki se je končala z remijem 1:1, Torres prišel v igro sredi drugega polčasa. Zvesti navijači na Anfieldu so ga glasno pozdravili in on jim je dal vedeti, da je na dobri poti, da okreva po poškodbi.

## Chelsea
31.1.2011, na zadnji dan zimskega prestopnega roka, so iz Liverpoola sporočili, da so sprejeli ponudbo Chelsea in da so dovolili Torresu, da se začne pogajat o podpisu pogodbe. Tik pred polnočjo so iz Chelsea potrdili, da je Fernando podpisal petinpolletno pogodbo. Svoj prvi nastop je doživel prav proti svojemu nekdanjemu klubu. Igral je do 66. minute, ko ga je zamenjal Salomon Kalou, imel pa je tudi lepo priložnost za zadetek, vendar je njegov strel blokiral Jamie Carragher, branilec Liverpoola.

## Reprezentančna kariera
Prvič je z mladinsko ekipo Španije do 16 let zmagal na turnirju v Španiji. Prav tako je v isti selekciji igral tudi na Evropskem nogometnem prventvu selekcije U-16. Na tem turnirju je Španija zmagala, edini gol za zmago v finalu pa je dosegel prav Torres. 
Za državno reprezentanco Španije je prvikrat nastopil na prijateljski tekmi s Portugalsko, 6. septembra 2003. Prvikrat pa je za izbrano vrsto Španije, imenovane »La Furija« zadel 28. aprila leta 2004, na tekmi proti Italiji. 
Vpoklican je bil v ekipo, ki je igrala na evropskem nogometnem prvenstvu leta 2004 na Portugalskem. Prav tako je nastopil na svetovnem nogometnem prvenstvu v Nemčiji leta 2006, kjer je bil v kvalifikacijah najboljši strelec z enajstimi goli. V ekipi pa je prav tako nastopil na Evropskem prvenstvu leta 2008, kjer je zadel za zmago Španije v finalu nad Nemčijo. Na tem turnirju je bil drugi strelec prvenstva, za svojim reprezentančnim kolegom Davidom Villo.
Na Evropskem prvenstvu leta 2012 je v finalu zadel gol in tako postal prvi igralec, ki je zadel v obeh finalih Evropskega prvenstva. Prejel je tudi zlati čevelj za naj igralca 2012.
Na SP 2010, v JAR, je sicer igral, a se je ravnokar sanirana poškodba kolena znova obnovila in tako ni prispeval nobenega gola za reprezentanco. Se je pa vseeno s Španijo veselil prvega naslova svetovnega prvaka.
Za reprezentanco Španije je odigral že več kot 60 tekem in je najmlajši igralec, ki mu je to uspelo.

## Zasebno življenje
Fernando Torres je pri 17 letih spoznal dolgoletno spremljevalko Olallo Domínguez Liste, ter se z njo 27. maja 2009 tudi poročil. 8. julija 2009 se jima je rodila hčerka z imenom Nora Torres Domínguez. 6. decembra 2010 se je družini pridružil še sin Leo Torres Domínguez. Njegovo premoženje je bilo pred kratkim ocenjejno na 14 milijonov funtov. 